# Joseph Matthäus Aigner
Joseph Matthäus Aigner, född 18 januari 1818 i Wien, död 19 februari 1886 i Wien, var en österrikisk porträttmålare.
Aigner har bland annat utfört porträtt av Nikolaus Lenau, kejsar Frans Josef och kejsarinnan Elisabeth. Aigner var även verksam som illustratör.